# Кубок Естонії з футболу 2004—2005
Кубок Естонії з футболу 2004–2005 — 15-й розіграш кубкового футбольного турніру в Естонії. Титул вдруге поспіль здобула Левадія.

## Календар
| Раунд        | Дата                      | Матчі | Клуби   |
| ------------ | ------------------------- | ----- | ------- |
| Перший раунд | 1 вересня 2004            | 4     | 20 → 16 |
| 1/8 фіналу   | 6-7 листопада 2004        | 8     | 16 → 8  |
| 1/4 фіналу   | 9 березня - 6 квітня 2005 | 8     | 8 → 4   |
| 1/2 фіналу   | 27 квітня - 4 травня 2005 | 4     | 4 → 2   |
| Фінал        | 18 травня 2005            | 1     | 2 → 1   |

## Перший раунд
| Команда 1                  | Рахунок | Команда 2             |
| -------------------------- | ------- | --------------------- |
| 1 вересня 2004             |         |                       |
| Серве (3)                  | 1:0     | ГЮЙК Еммасте (3)      |
| Кескераконна (Таллінн) (5) | 0:9     | Калев (Таллінн) (3)   |
| Ганза Юнайтед (4)          | -:+     | Лелле (3)             |
| Елва (3)                   | 4:0     | Тоомпеа (Таллінн) (5) |

## 1/8 фіналу
| Команда 1                 | Рахунок | Команда 2            |
| ------------------------- | ------- | -------------------- |
| 6 листопада 2004          |         |                      |
| Калев (Таллінн) (3)       | 0:2     | ТВМК                 |
| Динамо (Таллінн) (2)      | 0:3     | Тулевик (Вільянді)   |
| Серве (3)                 | 0:24    | Флора                |
| Лелле (3)                 | 1:5     | Валга                |
| Елва (3)                  | 0:2     | Лоотус (Кохтла-Ярве) |
| 7 листопада 2004          |         |                      |
| Курессааре (2)            | 1:6     | Левадія              |
| Тервіс (Пярну) (2)        | 1:5     | Транс (Нарва)        |
| Аякс Естель (Таллінн) (2) | 1:5     | Меркуур              |

## 1/4 фіналу
| Команда 1               | Заг. | Команда 2                | 1-й матч | 2-й матч |
| ----------------------- | ---- | ------------------------ | -------- | -------- |
| 9/23 березня 2005       |      |                          |          |          |
| Валга                   | 0:9  | ТВМК                     | 0:4      | 0:5      |
| Транс (Нарва)           | 4:1  | Меркуур                  | 3:0      | 1:1      |
| 9 березня/6 квітня 2005 |      |                          |          |          |
| Левадія                 | 5:1  | Тулевик (Вільянді)       | 5:1      | 0:0      |
| Флора                   | 11:1 | Лоотус (Кохтла-Ярве) (2) | 1:1      | 10:0     |

## 1/2 фіналу
| Команда 1               | Заг. | Команда 2 | 1-й матч | 2-й матч |
| ----------------------- | ---- | --------- | -------- | -------- |
| 27 квітня/4 травня 2005 |      |           |          |          |
| Транс (Нарва)           | 1:5  | ТВМК      | 0:2      | 1:3      |
| Левадія                 | 6:0  | Флора     | 4:0      | 2:0      |

## Фінал
| 18 травня 2005 |

| Левадія    | 1:0 | ТВМК |
| ---------- | --- | ---- |
| Лейтан 86' |     |      |

| Кадріорг, Таллінн Глядачів: 1 500 Арбітр: Ханнес Каасік |